# Garo (taal)
Garo is een Tibeto-Birmaanse taal die vooral wordt gesproken door de Garo in de Indiase staat Meghalaya. Men gebruikt het Latijns alfabet. Garo is nauw verwant met het Bodo, een taal gesproken in de aangrenzende staat Assam.

## Dialecten
A'beng (A'bengya, Am'beng), A'chick (A'chik), A'we, Chisak, Dacca, Ganching, Kamrup en Matchi.